# Under Al Kritik
Under Al Kritik er et dansk hardcorepunk band, lokaliseret i Odense. De har eksisterede fra 2002, hvor de blev dannet i den lille østfynske by Herrested. Deres musik er inspireret både af tidlig skandinavisk og amerikansk hardcore punk, men de havde også numre der tenderede imod thrash metal. I modsætning til mange andre danske bands i samme genre, er deres tekst univers meget præget af psykiske aspekter, frem for f.eks. politiske tekster.

Under Al Kritik har siden 2004 været et meget aktivt live band, og har spillet en masse forskellige steder i både ind og udland.

Den 28. August, 2010 spillede bandet deres sidste show. Bandets medlemmer fortsatte i bands som f.eks. Fejlfix, Snaredrum, Emenkaya, Phantomizer m.fl.

## Musikere
- Danni Storm (Vokal og guitar)
- Anders Edal (Trommer)
- Erik Arenfalk (Bas og kor)
- Frederik Veile (Lead-guitar)

## Discografi
- Hold Kæft! (Exploding Records 2006)
- Live i Den Grå Hal (Exploding Records 2007)
- Insomnia EP (Exploding Records/Mastermind Records 2008 + Sorry State Records 2009)
- Under Al Kritik (Bad Hair Life Records 2009)

Plus adskillelige andre bootlegs mm.

## Ekstern kilde/henvisning
- Under Al Kritik på Bandcamp
- Under Al Kritik på Facebook
- Artikel om Under Al Kritik + Interview af Danni Storm